# 泽德里克
泽德里克（荷蘭語：Zederik，讀音ⓘ）是荷兰的一个旧市镇，原属南荷兰省。2004年人口13,546。面积76.49 km²，其中2.72 km²为水域。
2019年1月1日，泽德里克和菲亚嫩（属于乌得勒支省）及莱尔丹（属于南荷兰省）合并为新市镇“费夫海伦兰登”（Vijfheerenlanden）。费夫海伦兰登隶属于乌得勒支省。